# Giro del Capo 2008
Der 17. Giro del Capo fand vom 4. bis zum 8. März 2008 statt. Das Radrennen wurde in fünf Etappen über eine Distanz von 619,6 Kilometern ausgetragen. Es ist Teil der UCI Africa Tour 2008 und ist dort in die Kategorie 2.2 eingestuft.

## Etappen
| Etappe    | Tag     | Start – Ziel                   | km    | Etappensieger         | Führender             |
| --------- | ------- | ------------------------------ | ----- | --------------------- | --------------------- |
| 1. Etappe | 4. März | Wellington – Wellington        | 110   | Christian Pfannberger | Christian Pfannberger |
| 2. Etappe | 5. März | Durbanville – Durbanville      | 146,7 | Michael Mørkøv        | Christian Pfannberger |
| 3. Etappe | 6. März | Paarl – Paarl                  | 209,4 | Luke Roberts          | Christian Pfannberger |
| 4. Etappe | 7. März | Stellenbosch – Stellenbosch    | 148   | Dominique Cornu       | Christian Pfannberger |
| 5. Etappe | 8. März | Camps Bay – Signall-Hill (BZF) | 5,5   | David George          | Christian Pfannberger |